# Mosquée Najiahu
La Mosquée Najiahu (chinois : 纳家户清真寺 ; pinyin : nàjiāhù qīngzhēnsì) est une grande mosquée construite dans le Xian de Yongning, à Yinchuan, capitale de la région autonome hui du Ningxia, en 1524, sous la dynastie Ming.
Elle est classée depuis 2013 sur la septième liste des sites historiques et culturels majeurs protégés au niveau national, sous le numéro de catalogue 1485-3-783.